# Кристалічний клас
Кристалічний клас, клас симетрії кристала або точкова група симетрії кристала — множина операцій симетрії
ідеального кристалічного багатогранника, тобто перетворень, в результаті яких багатогранник суміщається сам із собою.
Число операцій симетрії, які входять до точкової групи називається порядком групи.
Існує 32 кристалічних класи сумісних із трансляційною симетрією. В міжнародній нотації вони позначаються:
- 1, 1
- 2, m, 2⁄m
- 222, mm2, mmm
- 4,4, 4⁄m, 422, 4mm, 42m, 4⁄mmm
- 3, 3, 32, 3m, 3m
- 6, 6, 6⁄m, 622, 6mm, 62m, 6⁄mmm
- 23, m3, 432, 43m, m3m